# Vệ tinh tự nhiên ngoài Hệ Mặt Trời

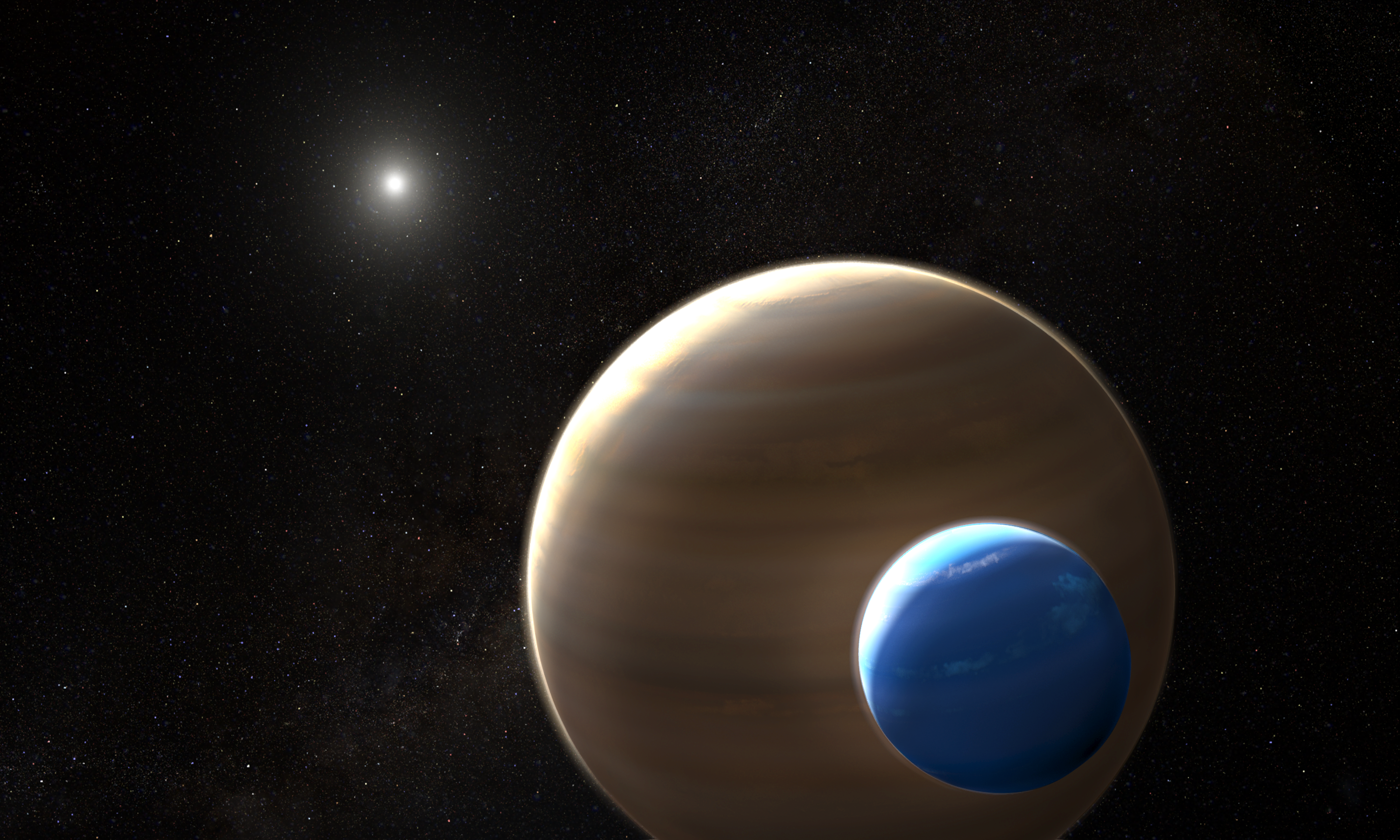
Bức tranh thể hiện sự tưởng tượng của các họa sĩ về ngoại mặt trăng Kepler-1625b I đang quay quanh hành tinh của nó.

Vệ tinh tự nhiên ngoài Hệ Mặt Trời hay ngoại mặt trăng là một vệ tinh tự nhiên quay quanh một hành tinh  hoặc một thiên thể ngoài Hệ Mặt Trời.
Từ việc nghiên cứu thực nghiệm các vệ tinh tự nhiên trong Hệ Mặt Trời, các nhà khoa học đã suy luận ra rằng những vệ tinh tự nhiên ngoài Hệ Mặt Trời rất có thể tồn tại những đặc điểm chung của hệ hành tinh. Ngoài ra, phần lớn các hành tinh ngoài Hệ Mặt Trời mà con người phát hiện được đều là các hành tinh khổng lồ. Trong Hệ Mặt Trời, các hành tinh khổng lồ có nhiều vệ tinh tự nhiên quay quanh chúng (ví dụ vệ tinh tự nhiên của Sao Mộc, vệ tinh tự nhiên của Sao Thổ, vệ tinh tự nhiên của Sao Thiên Vương và vệ tinh tự nhiên của Sao Hải Vương). Do đó, sẽ là hợp lý khi cho rằng các vệ tinh tự nhiên ngoài Hệ Mặt Trời đều có những đặc điểm tương tự.
Mặc dù những vệ tinh dạng này rất khó phát hiện và xác nhận bằng kỹ thuật ở thời điểm hiện tại, tuy nhiên những quan sát từ các sứ mệnh thăm dò ngoài không gian như Kepler đã cho thấy một số ứng viên tiềm năng. Chúng có thể là những thực thể có sự sống hoặc đơn giản chỉ là những hành tinh lang thang. Tính đến thời điểm này, các nhà khoa học vẫn chưa chính thức xác nhận về sự tồn tại của bất kỳ một vệ tinh tự nhiên nào nằm ngoài hệ mặt trời. Tuy nhiên, vào tháng 9 năm 2019, các nhà thiên văn học đã phát hiện ra rằng độ mờ của Sao Tabby có thể được tạo thành từ những mảnh vỡ của một ngoại mặt trăng mồ côi.